# 아보시정
아보시정(網干町)은 효고현 이보군에 존재했던 정이다. 1946년 히메지시 등과 합병되어 소멸했다. 현재는 히메지시 아보시구에 해당한다.

## 역사
- 1889년 4월 1일 - 정촌제 시행에 의해 잇토군 아보시정이 성립하였다.
- 1896년 4월 1일 - 잇토군,잇사이군과 합병해 이보군이 성립하여 소속이 변경되었다.
- 1946년 3월 1일 - 구 히메지시, 시카마시, 히로하타정, 시라하마정, 오즈촌, 가쓰하라촌, 아마루베촌과 함께 새로운 히메지시에 편입되어 소멸하였다.